# راي فينويك
راي فينويك (بالإنجليزية: Ray Fenwick)‏ هو عازف قيثارة بريطاني، ولد في 18 يوليو 1946 في رومفورد في المملكة المتحدة.

## وصلات خارجية
- الموقع الرسمي
- راي فينويك على موقع IMDb (الإنجليزية)
- راي فينويك على موقع ميوزك برينز (الإنجليزية)
- راي فينويك على موقع ديسكوغز (الإنجليزية)
- راي فينويك على موقع قاعدة بيانات الفيلم (الإنجليزية)